# Festival di Zurigo 1962
Questa pagina raccoglie i dati relativi all'edizione del Festival di Zurigo del 1962.

## La manifestazione
Le giurie votano le quattordici canzoni, stabilendo così il brano vincitore del festival Valeria Foroni con "Zurigo Twist" .  L'ammore avesse a essere interpretato da Tullio Pane  riceve l'Aquila d'oro, il trofeo della manifestazione; sono previsti premi minori per i secondi e terzi classificati.
I cantanti sono accompagnati da vari direttori d'orchestra.
Il Festival si svolge la sera di sabato 29 settembre, ed è trasmesso in televisione alle ore 22.30 sul Programma Nazionale.

## Partecipanti in gara
- Ernesto Bonino: Mi porti fortuna - Meazzi
- Quartetto Cetra: Tin Ton Kin - Polydor
- Gino Corcelli: A mezzanotte verrà - Combo
- Wilma De Angelis: Scritto su un albero - Philips
- Arturo Testa: Se guardo nei tuoi occhi - Philips
- Ennio Sangiusto: Canzuncella doce doce - Meazzi
- Valeria Foroni: Zurigo twist - Fonit
- Nilla Pizzi: Sogni piegati in quattro - Sprint
- Jo Roland: Non posso fare a meno di te - Sabrina
- Tullio Pane: L'ammore avvessa a essere - Cinevox
- Wanda Romanelli: Un'orchestrina nel mio cuore - Cinevox
- Cocky Mazzetti: Fuochi d'artificio - Primary
- Luciano Tajoli: Bentornata Mademoiselle - Juke-Box
- Achille Togliani: La stessa notte - Durium